# Teinobasis obtusilingua
Teinobasis obtusilingua – gatunek ważki z rodziny łątkowatych (Coenagrionidae).